# Hubert Opperman
Pour les articles homonymes, voir Opperman.
Hubert Opperman, né le 29 mai 1904 à Rochester (Victoria) et mort le 18 avril 1996, est un coureur cycliste australien.

## Biographie
Il  se forge un solide palmarès dans les années 1920-1930. Il est élu député de la circonscription de Corio de 1949 à 1967 avant d'être nommé ambassadeur (High Commissioner) à Malte.
En 1931, il apparaît dans on propre rôle dans le film Hardi les gars ! réalisé par Maurice Champreux,.

## Palmarès
- 1924
  -  Champion d'Australie sur route
  - Gouldbourn-Sydney
- 1925
  - Champion d'Australie de demi-fond
- 1926
  -  Champion d'Australie sur route
  - Wonthaggi-Melbourne
- 1927
  -  Champion d'Australie sur route
  - GP Dunlop :
    - Classement général
    - 1re, 2e, 3e et 4e étapes
- 1928
  - Bol d'or
  - 3e de Paris-Bruxelles
- 1929
  -  Champion d'Australie sur route
  - Gouldbourn-Sydney
  - Kapunda-Adelaïde
- 1930
  - Tour de Tasmanie :
    - Classement général
    - 3e étape

  - 1re et 5e étapes de Sydney-Melbourne
  - 2e de Sydney-Melbourne

- 1931
  - Paris-Brest-Paris
  - Circuit du Bourbonnais
    - Classement général
    - 2e étape

  - Lyon-Genève-Lyon
  - Lyon-Grenoble-Lyon

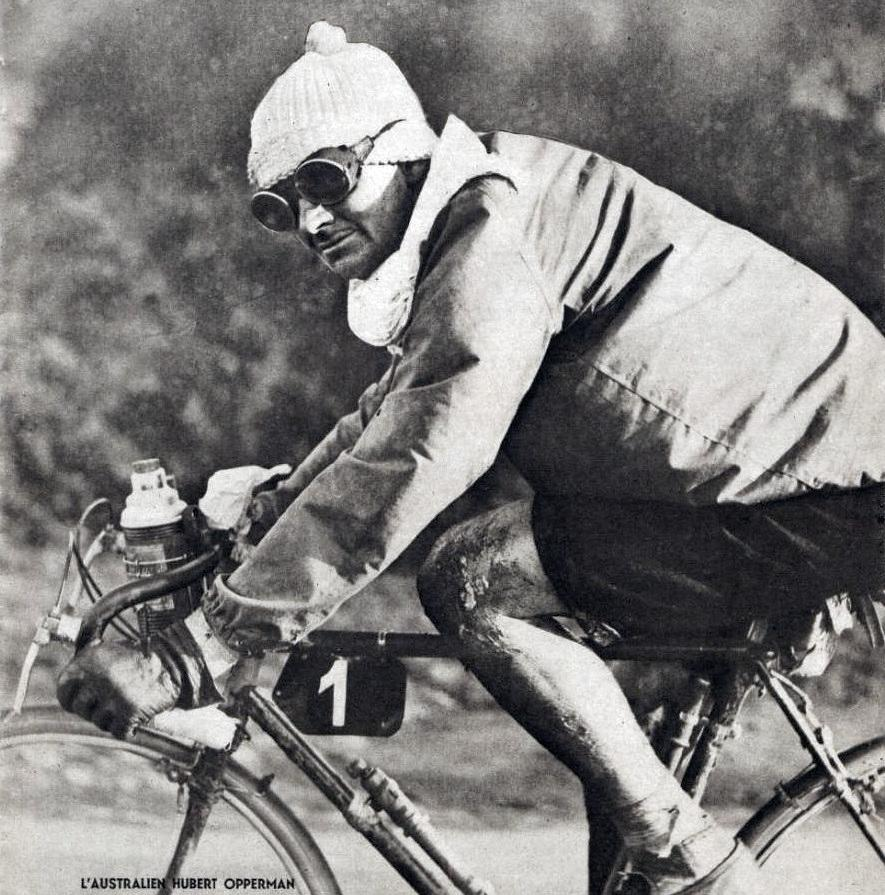
Hubert Opperman vainqueur de Paris-Brest-Paris, en 1931.

  - 3e du Grand Prix de Marseille
  - 6e de Bordeaux-Paris
- 1934
  - Mémorial Bidlake
  - 4e et 6e étapes du Tour de Tasmanie
  - 3e du Tour de Tasmanie
- 1935
  - 8e du championnat du monde sur route
- 1938
  - Launceston-Hobart-Launceston
  - Adelaïde-Port Pirie
  - Record du monde des 100 miles
- 1939
  - Record du monde des 100 miles

## Résultats sur les grands tours

### Tour de France
2 participations
- 1928 : 18e
- 1931 : 12e

## Distinctions
- Officier de l'Ordre de l'Empire britannique (OBE, 1953)[3]
- Knight Bachelor (1968)[4]
- Temple de la renommée du cyclisme en Australie

## Sources
- Encyclopédie mondiale du cyclisme - Éditions Eecloonaar